# Grevarna på Svansta
Grevarna på Svansta är en svensk dramafilm från 1924 regisserad av Sigurd Wallén.

## Handling
Greve Per Storm återvänder till barndomshemmet efter sina studier. Hans far är orolig över sonens läsintresse och moderna idéer och önskar att han skulle intressera sig för godset. Per umgås med Elina som är fosterdotter till godsets inspektor och enligt ryktet från resandefolket. I närheten bor baron Grane som har tre ogifta döttrar. Grane har ekonomiska problem och familjen vill utnyttja Pers ungkarlsstånd. Besvikelsen blir därför stor när Per inte visar något intresse för döttrarna. 
Efter en tid attackerar Pers far Elina, hon faller i forsen och driver iväg. Per bevittnar det hela, slår ner sin far och kastar sig i vattnet för att rädda Elina. Hon försvinner dock, både far och son blir sjuka efter slagsmålet och simturen och fadern avlider. Per överlever, men blir psykiskt sjuk. Han vårdas av en av Granes döttrar, vilket leder till sympati mellan dem och planer på bröllop. Per hallucinerar om Elina som han tror vill hindra bröllopet. På bröllopsdagen tvärvänder han i kyrkporten inför den väntande bruden och gästerna när han ser Elinas spökgestalt.
Detta leder till att han blir mer galen, han barrikaderar sig på sitt rum och vägrar umgås med någon. Godset förfaller eftersom de underlydande utnyttjar situationen för egen vinning. Under en av hans fåtaliga utflykter träffar han en luffare som berättar att resandefolket slagit läger i närheten, Per beger sig dit och finner sin Elina.

## Om filmen
Filmen premiärvisades 24 november 1924 på biograf Rialto i Stockholm. Filmen byggde på ett originalmanuskript av Einar Fröberg som också i någon mån delade regiansvaret med Sigurd Wallén. För foto svarade Henrik Jaenzon.

## Rollista (i urval)
- Einar Fröberg – Greve Nils Storm
- Hugo Björne – Per Storm, hans son
- Thure Holm – Hans Wärner, inspektor
- Magda Holm – Elina, hans dotter
- Inga Tidblad – Ofelia Grane
- Manda Björling – Baronessan Gustava Grane
- Carl Browallius – Baron Grane
- Gerda Björne – Emilia Grane
- Inez Lundmark – Cecilia Grane
- Gösta Gustafson – Ståhl, kandidat
- Tor Weijden – Luffar-Jonte
- Justus Hagman – doktorn
- Harry Roeck-Hansen – zigenare
- Sixten Malmerfeldt – Larsson, betjänt
- Ellen Borlander-Ohlson – Hanna, trotjänarinna